# Halta Arcalia
Halta Arcalia este o haltă de cale ferată care deservește comuna Șieu-Măgheruș, județul Bistrița-Năsăud, România.